# Џон Мидлтон
Џон Мидлтон (1578—1623) је био енглески гигант познатији као Дете у Халу. Већина онога што се о њему зна је легенда. Легенда каже да је спавао са ногама ван своје мале куће. Прича такође говори да је имао велику снагу.
Џон Мидлтон је рођен у селу Хале, близу Ливерпула. Наводно је био висок 2.83 метара. Због његове висине је радио као телохранитељ. Зато што је живео у малој кући када је спавао ноге су му излазиле кроз прозор.